# Ana Hissa
Ana Hissa (22 de março de 1983) é uma jornalista, apresentadora e comentarista de lutas que trabalha na Globo desde 2003.
Foi uma das responsáveis pela criação do Sensei SporTV, em 2007, e do Giro Combate, em 2016. Em 2014, foi a primeira correspondente especializada em lutas da Rede Globo em Las Vegas, onde morou por dois anos. Atualmente, além de ser a única comentarista feminina de lutas dos canais SporTV e Combate, estuda atuação na Escola de Atores Wolf Maya.
Fã de música, cinema e literatura, tem um canal no YouTube, onde compartilha suas experiências e opiniões sobre diversos assuntos. Ela também é ativa nas redes sociais, onde interage com os fãs e divulga seu trabalho no Instagram e Twitter.
Filha de médicos mas nunca pensou em seguir os passos dos pais.
Em 2013, participou do Curso de Treinamento de Boxe pela Federação do Estado do Rio de Janeiro e se tornou professora da modalidade.
Desde 2020 estuda atuação na Escola de Atores Wolf Maya.
É mãe de um pug chamado Rocky Balboa.

## Carreira
Formada em jornalismo pelo PUC-Rio, em 2004, Ana Hissa começou a carreira como estagiária do Diário Lance! e Revista Lance A+! em 2003, onde teve a oportunidade de entrevistar diversas personalidades do esporte brasileiro. Foi responsável pela série "Panorama Olímpico", que mostrava um panorama de cada uma das modalidades do esporte no Brasil pré Olimpíadas de Atenas 2004, e a série "Canarinhos" sobre futuros talentos do esporte brasileiro, como Diego Hypolito, Adriano de Souza e Thiago Pereira.
- Em agosto de 2003, passou no processo seletivo Estagiar, da TV Globo, e foi contratada em 2004. Em quatro anos no programa "Zona de Impacto", voltado para esportes de ação, atuou em diversas áreas, incluindo as coberturas in loco das etapas do Mundial de Surfe na Austrália, Estados Unidos e África do Sul. Foi também responsável pela parte de produção do evento "Prorad", festival de esportes radicais exibido ao vivo pela Rede Globo. Apresentou o programa "Zonews".
- Em 2007, fez a cobertura in loco dos Jogos Pan-Americanos do Rio de Janeiro, reportando as medalhas de ouro de Diogo Silva, do taekwondo, Pedro Lima, do boxe, e a medalha de prata de Rogério Minotouro.
- Em 2008, foi uma das idealizadoras do Sensei SporTV, primeiro programa de lutas especializado com objetivo de alavancar a modalidade no Brasil. Foi nesta época em que fez a última entrevista com Hélio Gracie, um dos idealizadores do jiu-jitsu brasileiro. Participou in loco de grandes eventos do UFC, acompanhando de perto a carreira de ícones como Rodrigo Minotauro, Anderson Silva e José Aldo. Foi uma das responsáveis pela execução da campanha "Não brigue, lute", em que mais de 100 personalidades praticantes de artes marciais mostravam os benefícios dos esportes de combate.
- Criou em 2012 o programa de rádio "Mundo da Luta", na Beat 98, em que apresentava ao lado de Rhoodes Lima. O programa foi líder de audiência no horário e chegou a contar com a primeira entrevista com Anderson Silva após a perda do título para Chris Weidman.
- Em 2012, cobriu in loco as Olimpíadas de Londres, acompanhando de perto as medalhas de Sarah Menezes, Rafael Silva, Mayra Aguiar, Felipe Kitadai, Adriana Araujo, Esquiva Falcão e Yamaguchi Falcão.
- Em 2014, foi convidada a ser a primeira correspondente internacional de lutas do Grupo Globo, com base em Las Vegas.[3] Durante dois anos, teve oportunidade de coberturas históricas do UFC e do boxe, envolvendo nomes como Floyd Mayweather, Conor McGregor, Ronda Rousey, além de todo o time brasileiro do UFC.
- Em junho de 2015, noticiou em primeira mão a lesão que deixaria José Aldo de fora do tão esperado combate contra Conor McGregor, no UFC 189. [4][5]
- De volta ao Brasil, em 2016, participou da cobertura in loco das Olimpíadas do Rio de Janeiro, cobrindo os bastidores das medalhas brasileiras e também no "Planeta SporTV". No mesmo ano, idealizou o programa semanal "Giro Combate", com entrevistas e aquecimentos para as principais lutas do fim de semana.[6]
- Em 2018, foi roteirista e editora do documentário "44 segundos para a história: o primeiro UFC no Brasil", que contava a história da primeira edição do UFC no Brasil, com a rivalidade entre Vitor Belfort e Marco Ruas.
- Em 2019, passou a integrar o time de comentaristas do Canal Combate, participando de transmissões ao vivo dos principais eventos de luta do mundo. Conhecida por não esconder as emoções, viralizou com os vídeos de bastidores das coberturas de título de Charles do Bronx e o ouro olímpico de Hebert Conceição. [7]

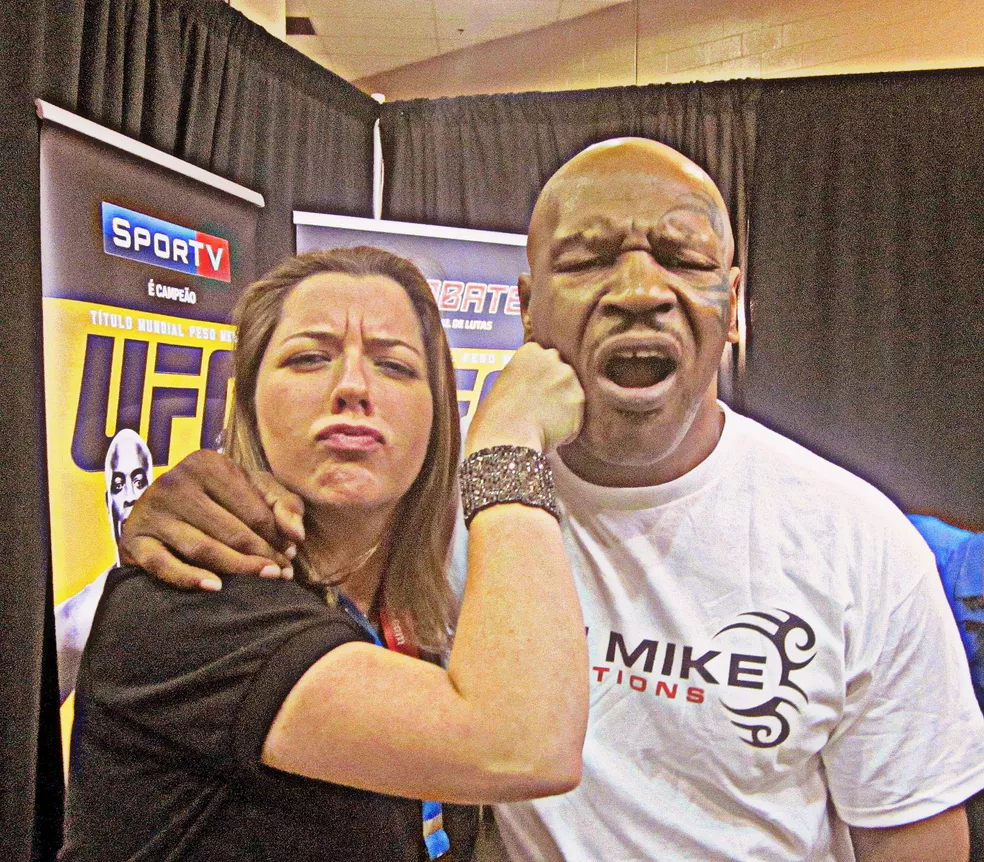
A comentarista Ana Hissa com Mike Tyson — Foto: Arquivo pessoal

- Em 2020 cobriu e comentou o retorno de Mike Tyson aos ringues. [8]
- Em 2023 foi indicada e recebeu o prêmio “Melhores dos Ano nas Artes Marcias”, como embaixadora do esporte, e que celebrou ícones e modalidades de luta, prestando homenagem a referências no segmento.[9][10][11]

## Participação em Podcasts
- Recorrente - Mundo da Luta (Globo Esporte)
- 2023 - Desce a Letra Show
- 2023 - Podcast Connect Cast
- 2020 - Olhar da Luta

## Redes Sociais
- Ana Hissa no Instagram
- Ana Hissa no Twitter
- Ana Hissa no YouTube